# Lysipatha
Lysipatha é um gênero de traça pertencente à família Agonoxenidae.